# Hasim Rahman
Hasim Shariff Rahman (* 7. November 1972 in Baltimore, Maryland, USA) ist ein ehemaliger US-amerikanischer Profiboxer im Schwergewicht und ehemaliger Weltmeister der Verbände WBC, IBF und IBO.

## Karriere
Nach einer nur kurzen Amateurlaufbahn, in der er zweimal gegen Joe Mesi (ein Sieg, eine Niederlage) boxte, wurde er im Dezember 1994 Profi.  Erste namhafte Gegner waren im Jahr 1996 Ross Puritty und der 40-jährige Trevor Berbick, Ex-Weltmeister des WBC-Verbandes, die er jeweils nach Punkten bezwang. 1997 folgten Punktsiege gegen Obed Sullivan und Jesse Ferguson.
Seine erste Niederlage als Profi erlitt er am 19. Dezember 1998 gegen den schlagstarken David Tua durch technischen Ko in der zehnten Runde. Dieses Kampfresult war umstritten, da Rahman, nach Punkten klar in Führung liegend, kurz nach dem Gong am Ende der neunten Runde einen Wirkungstreffer erhielt, vom Ringrichter allerdings nicht die ihm eigentlich wegen des irregulären Treffers zustehende Erholungszeit von fünf Minuten gewährt wurde. So ging Rahman noch deutlich angeschlagen in die nächste Runde, woraufhin und dann nach weiteren Treffern Tuas der Kampf abgebrochen wurde.
Eine weitere umstrittene Niederlage erlitt er 1999 gegen den Russen Oleg Maskajew – wieder lag Rahman klar vorn, wieder ging er KO. Der Streitpunkt diesmal: er wurde so hart getroffen, dass er durch die Ringseile aus dem Ring stürzte. Nach zehn Sekunden brach der Ringrichter die Zählung ab und erklärte Maskajew zum Sieger, den Regeln gemäß hätte er jedoch in diesem Sonderfall bis 20 zählen müssen. Allerdings war Rahman auch nach dieser Zeit nicht wieder kampfbereit.
Im Mai 2000 trat er gegen Corrie Sanders an und gewann den Kampf durch technischen KO in der siebten Runde, in einem wilden Schlagabtausch war er vorher selbst am Boden.

### Überraschender KO-Sieg gegen Lennox Lewis
Am 22. April 2001 sorgte Hasim Rahman für eine Sensation im Boxsport. Er schlug in Carnival City (Südafrika) als klarer Außenseiter völlig überraschend den deutlich favorisierten Weltmeister Lennox Lewis in der fünften Runde KO und holte sich damit die Titel der Verbände WBC und IBF. Angeblich hatte Lewis nicht richtig trainiert, da er in einen Kurzauftritt bei Dreharbeiten des Films Ocean’s Eleven mitwirkte, und sich nicht richtig auf die Höhenbedingungen in Südafrika vorbereitet. Er hatte sich zudem auf eine Rückkampfklausel in seinem Vertrag verlassen.
Rahman unterschrieb nach dem Sieg bei dem Promoter Don King und versuchte, einem Rückkampf mit Lewis auszuweichen. Er verlor jedoch einen entsprechenden von Lewis angestrengten Gerichtsprozess und musste daher die Titel bereits sieben Monate später wieder gegen Lewis verteidigen. Der Kampf am 17. November 2001 in Las Vegas wurde vom konzentriert auftretenden Lewis deutlich dominiert und endete in der vierten Runde mit einer KO-Niederlage für Rahman. Beiden Duellen gingen verbale Auseinandersetzungen vor laufenden Kameras voraus, bis hin zu einer Schlägerei zwischen Lewis und Rahman während einer Pressekonferenz.
Am 1. Juni 2002 verlor Rahman in einem Ausscheidungskampf des WBA-Verbandes gegen den Ex-Weltmeister Evander Holyfield. Nach einem versehentlichen Kopfstoß Holyfields in Runde acht hatte Rahman eine derartig starke Schwellung an der Stirn, dass der Kampf abgebrochen werden musste. Er lag nach Meinung von zwei der drei Punktrichter zurück und verlor daher durch technische Punktentscheidung. Holyfield galt zu diesem Zeitpunkt bereits als „überaltert“, weil er den Zenit seiner Laufbahn überschritten habe.
Anschließend bestritt Rahman im März 2003 einen Rückkampf gegen David Tua. Trotz Übergewichtes (118 kg gegenüber seinen sonst üblichen 105 bis 110 kg Kampfgewicht) zeigte Rahman eine gute Leistung, für fast alle Journalisten galt er als Sieger, der Kampf wurde jedoch unentschieden gewertet. Am 13. Dezember 2003 folgte eine Niederlage im Kampf um den Interims-WBA-Titel gegen John Ruiz.
Rahman war nun seit vier Kämpfen und zwei Jahren ohne Sieg im Ring, so dass er im Jahr 2004 zunächst gegen eine Reihe von Aufbaugegnern  boxte. Im November 2004 bezwang er den Australier Kali Meehan durch technischen KO in der vierten Runde. Meehan hatte sich durch eine gute Leistung und eine umstrittene, knappe Punktniederlage gegen Lamon Brewster Respekt erworben, aber keinen Gegner von Rang und Namen geschlagen. In seinem einzigen Kampf des Jahres 2005 besiegte Rahman glanzlos Monte Barrett nach Punkten.

### Kampfloser erneuter Gewinn des WBC-Titels
Nachdem der bereits für April 2005 geplante WM-Kampf gegen Vitali Klitschko mehrfach aufgrund von Verletzungen Klitschkos verschoben wurde und schließlich wegen des vorläufigen Rücktritts des Ukrainers nicht stattfand, wurde Rahman erneut vom World Boxing Council (WBC) zum Weltmeister im Schwergewicht ernannt. Im Zuge einer Konkursmeldung konnte Rahman seinen Vertrag mit Don King auflösen und bei dessen Erzrivalen Bob Arum unterschreiben.
Am 18. März 2006 verteidigte er den WBC-Titel mit einem Unentschieden gegen den favorisierten James Toney. Ein Ringrichter hatte ihn mit 9-3 Runden, der Sender HBO mit 8-4 Runden vorne gesehen. Die beiden anderen Punktrichter hielten den Kampf für ausgeglichen (6-6 Runden). In der Zwischenzeit qualifizierte sich der Russe Oleg Maskajew als Pflichtherausforderer des WBC-Verbandes für eine Weltmeisterschaftskampf und trat am 12. August 2006 gegen Rahman an. Auch diesen Rückkampf konnte Rahman nicht für sich entscheiden, wie bereits sieben Jahre zuvor verlor er die Begegnung, und damit den WBC-Titel, durch technischen KO.
Anschließend gelangen ihm im Jahr 2007 vier Siege gegen durchschnittliche Aufbaugegner. Am 16. Juli 2008 traf er erneut auf James Toney. In einem relativ ausgeglichenen Kampf erlitt Rahman nach einem Kopfzusammenstoß eine stark blutenden Platzwunde über dem linken Auge. Da Rahman davon ausging, dass der Kampf im Falle eines Abbruchs nicht gewertet werden würde, gab er dem Ringrichter zu verstehen, dass er aufgrund der Verletzung nicht weiterboxen könne. Toney wurde jedoch zunächst zum Sieger durch technischen Ko erklärt. Wenige Tage später wurde das Ergebnis dieses Kampfes allerdings  durch eine Entscheidung der California State Athletic Commission annulliert, da die zum Sieg erforderliche Anzahl von vier Runden nicht erreicht wurde. Rahman konnte somit auch den vierten Rückkampf seiner Profikarriere nicht für sich entscheiden, seine Bilanz: zwei Niederlagen (Lewis, Maskajew), ein Unentschieden (Tua) und ein Kampf ohne Wertung (Toney).

### WM-Kampf gegen Wladimir Klitschko
Als sich der Russe Alexander Powetkin im Oktober 2008 in der Vorbereitung auf seinen geplanten Weltmeisterschaftskampf am 13. Dezember 2008 in Mannheim gegen den Ukrainer Wladimir Klitschko verletzte, wurde von Klitschko der Kampftermin beibehalten und der zu diesem Zeitpunkt in der IBF-Weltrangliste fünftplatzierte Hasim Rahman als Ersatzgegner verpflichtet. Der Kampf fand in Deutschland statt. Der inzwischen 36-jährige Rahman hatte schließlich Wladimir Klitschkos Jab nichts entgegenzusetzen und ging nach einem linken Haken Klitschkos in der sechsten Runde zu Boden. Nach einigen weiteren Wirkungstreffern in der siebten Runde brach der Ringrichter den Kampf ab. Rahman verlor durch technischen KO in der siebten Runde.

### WM-Kampf gegen Alexander Powetkin
2012 erhielt Rahman nach einigen erfolgreichen Kämpfen in seinem Heimatland, jedoch auch einer Ringpause von über einem Jahr, eine weitere WM-Chance, dieses Mal gegen Powetkin, der inzwischen zum Weltmeister der WBA erklärt worden war. Der Kampf fand am 29. September in Hamburg statt. Rahman, der mangelhaft austrainiert wirkte, verlor in der zweiten Runde chancenlos durch TKO. Der Ringrichter hatte den Kampf infolge einer schweren Schlagserie Powetkins abgebrochen.
In seinem letzten Kampf verlor Rahman am  4. Juni 2014 in Auckland, Neuseeland einstimmig nach Punkten in einem auf drei Runden angesetzten Kampf gegen Anthony Nansen.

## Liste der Profikämpfe
| 50 Siege (41 K.o.-Siege), 9 Niederlagen (6 K.o.-Niederlagen), 2 Unentschieden, 1 Keine Wertung |               |                                                                  |                                                                              |                                                    |
| Jahr                                                                                           | Tag           | Ort                                                              | Gegner                                                                       | Ergebnis für Rahman                                |
| 1994                                                                                           | 3. Dezember   | Caesars Palace, Las Vegas, USA                                   | Gregory Harrington                                                           | Sieg / KO 1. Runde                                 |
| 1995                                                                                           | 6. Januar     | Virginia Beach, Virginia, USA                                    | Robert Jackson                                                               | Sieg / TKO 1. Runde                                |
| 1995                                                                                           | 11. Januar    | Martin's West, Woodlawn, USA                                     | Dennis Cain                                                                  | Sieg / TKO 2. Runde                                |
| 1995                                                                                           | 28. März      | Casino Magic 500, Bay Saint Louis (Mississippi), USA             | Jeff Williams                                                                | Punktsieg (Mehrheitsentscheidung) / 4 Runden       |
| 1995                                                                                           | 6. Juni       | Martin's West, Woodlawn, USA                                     | Eric Valentine                                                               | Sieg / KO 1. Runde                                 |
| 1995                                                                                           | 13. Juli      | Martin's Crosswinds, Greenbelt (Maryland), USA                   | Larry Davis                                                                  | Sieg / TKO 2. Runde                                |
| 1995                                                                                           | 26. August    | Bismarck Hotel, Chicago, USA                                     | Carl McGrew                                                                  | Sieg / TKO 1. Runde                                |
| 1995                                                                                           | 12. September | Martin's West, Woodlawn, USA                                     | Matt Green                                                                   | Sieg / TKO 2. Runde                                |
| 1995                                                                                           | 10. Oktober   | Blue Cross Arena, Rochester (New York), USA                      | James Johnson                                                                | Sieg / TKO 3. Runde                                |
| 1995                                                                                           | 13. Dezember  | Tropworld Hotel Casino, Atlantic City (New Jersey), USA          | Mike Robinson                                                                | Sieg / KO 1. Runde                                 |
| 1996                                                                                           | 9. Februar    | Tropworld Hotel Casino, Atlantic City (New Jersey), USA          | Bradley Rone                                                                 | Sieg / TKO 1. Runde                                |
| 1996                                                                                           | 9. März       | Taj Majal Hotel & Casino, Atlantic City (New Jersey), USA        | Mike Mitchell                                                                | Sieg / KO 1. Runde                                 |
| 1996                                                                                           | 26. März      | Blue Cross Arena, Rochester (New York), USA                      | Ross Puritty                                                                 | Punktsieg (einstimmig) / 10 Runden                 |
| 1996                                                                                           | 3. Mai        | Mark of the Quad Cities, Moline (Illinois), USA                  | Steve Edwards                                                                | Sieg / TKO 2. Runde                                |
| 1996                                                                                           | 4. Juni       | Martin's West, Woodlawn, USA                                     | Tim Knight                                                                   | Sieg / TKO 4. Runde                                |
| 1996                                                                                           | 9. Juni       | Fernwood Resort, Bushkill, USA                                   | Martin Foster                                                                | Sieg / KO 2. Runde                                 |
| 1996                                                                                           | 8. August     | Civic Center, Lake Charles, USA                                  | Mark Young                                                                   | Sieg / TKO 3. Runde                                |
| 1996                                                                                           | 15. Oktober   | Caesars Hotel & Casino, Atlantic City (New Jersey), USA          | Trevor Berbick                                                               | Punktsieg (einstimmig) / 10 Runden                 |
| 1996                                                                                           | 8. November   | Arizona Charlie's, Las Vegas, USA                                | Brian Sargent                                                                | Sieg / TKO 1. Runde                                |
| 1996                                                                                           | 3. Dezember   | Everton Park Sports Centre, Liverpool, Großbritannien            | Marcos Gonzalez                                                              | Sieg / KO 1. Runde                                 |
| 1996                                                                                           | 17. Dezember  | National Guard Armory, Pikesville, USA                           | Herman Delagado                                                              | Sieg / KO 2. Runde                                 |
| 1997                                                                                           | 9. Januar     | Beverly Wilshire Hotel, Beverly Hills, USA                       | Marshall Tillman                                                             | Sieg / KO 1. Runde                                 |
| 1997                                                                                           | 15. Juli      | Riverside Convention Center, Rochester (New York), USA           | Jeff Wooden vakante USBA-Meisterschaft                                       | Sieg / TKO 9. Runde                                |
| 1997                                                                                           | 1. November   | Apollo Theater, New York City, USA                               | Obed Sullivan USBA-Titelverteidigung IBF-Intercontinental-Meisterschaft      | Punktsieg (Mehrheitsentscheidung) / 12 Runden      |
| 1997                                                                                           | 4. Dezember   | Pepsi Arena, Albany (New York), USA                              | Tui Toia                                                                     | Sieg / KO 1. Runde                                 |
| 1998                                                                                           | 31. Januar    | Trump Taj Mahal, Atlantic City (New Jersey), USA                 | Jesse Ferguson USBA-Titelverteidigung IBF-Intercontinental-Titelverteidigung | Punktsieg (einstimmig) / 12 Runden                 |
| 1998                                                                                           | 14. März      | Olimpijski-Halle, Moskau, Russland                               | Melvin Foster                                                                | Sieg / TKO 2. Runde                                |
| 1998                                                                                           | 21. April     | Players Island Casino, Lake Charles, USA                         | Steve Pannell USBA-Titelverteidigung IBF-Intercontinental-Titelverteidigung  | Sieg / KO 2. Runde                                 |
| 1998                                                                                           | 9. Juli       | Grand Casino Avoyelles, Marksville (Louisiana), USA              | Garing Lane                                                                  | Sieg / Aufgabe 2. Runde                            |
| 1998                                                                                           | 19. Dezember  | Miccosukee Gaming Indian Resort, Miami, USA                      | David Tua USBA-Ttelverteidigung IBF-Intercontinental-Meisterschaft           | Niederlage / TKO 10. Runde                         |
| 1999                                                                                           | 12. März      | Roseland Ballroom, New York City, USA                            | Michael Rush                                                                 | Sieg / TKO 5. Runde                                |
| 1999                                                                                           | 15. April     | Miccosukee Indian Gaming Resort, Miami, USA                      | Arthur Weathers                                                              | Sieg / KO 1. Runde                                 |
| 1999                                                                                           | 6. November   | Convention Hall, Atlantic City (New Jersey), USA                 | Oleg Maskaev                                                                 | Niederlage / KO 8. Runde                           |
| 2000                                                                                           | 1. März       | Martin's West, Woodlawn, USA                                     | Marion Wilson vakante US-Meisterschaft                                       | Punktsieg (einstimmig) / 10 Runden                 |
| 2000                                                                                           | 20. Mai       | Bally's Park Place Hotel Casino, Atlantic City (New Jersey), USA | Corrie Sanders WBU-Meisterschaft                                             | Sieg / TKO 7. Runde                                |
| 2000                                                                                           | 4. August     | Hard Rock Hotel and Casino, Las Vegas, USA                       | Frankie Swindell                                                             | Sieg / Aufgabe 7. Runde                            |
| 2001                                                                                           | 22. April     | Carnival City, Brakpan, Südafrika                                | Lennox Lewis IBF/WBC/IBO-Weltmeisterschaft                                   | Sieg / KO 5. Runde                                 |
| 2001                                                                                           | 17. November  | Mandalay Bay Resort and Casino, Las Vegas, USA                   | Lennox Lewis IBF/WBC/IBO-Titelverteidigung                                   | Niederlage / KO 4. Runde                           |
| 2002                                                                                           | 1. Juni       | Boardwalk Hall, Atlantic City (New Jersey), USA                  | Evander Holyfield                                                            | Punktniederlage / Technische Entscheidung 8. Runde |
| 2003                                                                                           | 29. März      | Spectrum, Philadelphia (Pennsylvania), USA                       | David Tua                                                                    | Unentschieden (geteilte Entscheidung) / 12 Runden  |
| 2003                                                                                           | 13. Dezember  | Boardwalk Hall, Atlantic City (New Jersey), USA                  | John Ruiz WBA-Interim-Weltmeisterschaft                                      | Punktniederlage (einstimmig) / 12 Runden           |
| 2004                                                                                           | 11. März      | Michael’s Eighth Avenue, Glen Burnie (Maryland), USA             | Alfred Cole                                                                  | Punktsieg (einstimmig) / 10 Runden                 |
| 2004                                                                                           | 16. April     | Dover Downs Hotel & Casino, Dover (Delaware), USA                | Mario Cawley                                                                 | Sieg / TKO 2. Runde                                |
| 2004                                                                                           | 17. Juni      | Michael’s Eighth Avenue, Glen Burnie (Maryland), USA             | Rob Calloway                                                                 | Sieg / KO 2. Runde                                 |
| 2004                                                                                           | 28. Juli      | Frontier Field, Rochester (New York), USA                        | Terrence Lewis                                                               | Sieg / KO 2. Runde                                 |
| 2004                                                                                           | 13. November  | Madison Square Garden, New York City, USA                        | Kali Meehan                                                                  | Sieg / Aufgabe 4. Runde                            |
| 2005                                                                                           | 13. August    | United Center, Chicago, USA                                      | Monte Barrett WBC-Interim-Weltmeisterschaft                                  | Punktsieg (einstimmig) / 12 Runden                 |
| 2006                                                                                           | 18. März      | Boardwalk Hall, Atlantic City (New Jersey), USA                  | James Toney WBC-Titelverteidigung                                            | Unentschieden (Mehrheitsentscheidung) / 12 Runden  |
| 2006                                                                                           | 12. August    | Thomas & Mack Center, Las Vegas, USA                             | Oleg Maskaev WBC-Titelverteidigung                                           | Niederlage / TKO 11. Runde                         |
| 2007                                                                                           | 14. Juni      | Main Street Armory, Rochester (New York), USA                    | Taurus Sykes NABF-Interim-Meisterschaft                                      | Punktsieg (einstimmig) / 10 Runden                 |
| 2007                                                                                           | 7. September  | Soaring Eagle Casino, Mount Pleasant (Michigan), USA             | Dicky Ryan                                                                   | Sieg / TKO 2. Runde                                |
| 2007                                                                                           | 18. Oktober   | Kewadin Casino, Sault Saint Marie (Michigan), USA                | Cerrone Fox                                                                  | Sieg / TKO 1. Runde                                |
| 2007                                                                                           | 15. November  | Sovereign Center, Reading, USA                                   | Zuri Lawrence NABF-Meisterschaft                                             | Sieg / TKO 10. Runde                               |
| 2008                                                                                           | 16. Juli      | Pechenga Resort & Casino, Temecula (Kalifornien), USA            | James Toney vakante WBO-NABO-Meisterschaft                                   | Ungültig („No Contest“)                            |
| 2008                                                                                           | 13. Dezember  | SAP-Arena, Mannheim, Deutschland                                 | Wladimir Klitschko IBF/WBO/IBO-Weltmeisterschaft                             | Niederlage / TKO 7. Runde                          |
| 2010                                                                                           | 26. März      | Beaumont Club, Kansas City (Missouri), USA                       | Clinton Boldridge                                                            | Sieg / TKO 1. Runde                                |
| 2010                                                                                           | 19. Juni      | Niagara Falls Conference Centre, Niagara Falls, USA              | Shannon Miller                                                               | Sieg / TKO 4. Runde                                |
| 2010                                                                                           | 14. August    | Scope Arena, Norfolk (Virginia), USA                             | Damon Reed                                                                   | Sieg / KO 6. Runde                                 |
| 2010                                                                                           | 2. Oktober    | Arena Roberto Duran, Panama City, Panama                         | Marcus McGee                                                                 | Sieg / KO 1. Runde                                 |
| 2011                                                                                           | 11. Juni      | DeSoto Civic Center, Southaven, USA                              | Galen Brown                                                                  | Sieg / TKO 6. Runde                                |
| 2012                                                                                           | 29. September | Sporthalle Hamburg, Hamburg, Deutschland                         | Alexander Powetkin WBA-Weltmeisterschaft                                     | Niederlage / TKO 2. Runde                          |
| 2014                                                                                           | 4. Juni       | The Trusts Stadium, Auckland, Neuseeland                         | Anthony Nansen                                                               | Punktniederlage (einstimmig) / 3 Runden            |

## Sonstiges
Der gläubige Muslim ist Vater eines Sohnes und lebt mit seiner Familie in Las Vegas. Er hat eine große Narbe auf der rechten Gesichtshälfte, die von einem Autounfall stammt.